# Grace Park
Grace Park (Los Angeles, 14 de março de 1974) é uma atriz americana de ascendência coreana.

## Biografia
Seu nome de batismo é Jee Un Park e descende de coreanos e estadunidenses. Sua família mudou-se para Vancouver quando ela era criança (tinha vinte e dois meses). É formada em Psicologia pela Universidade da Colúmbia Britânica. Fala fluentemente dois idiomas (inglês e coreano), conhece um pouco de cantonês e francês e estudou espanhol. 
Sua estreia na televisão ocorreu no seriado Edgemont, no papel de Shannon Ng. Além disso, ela já apareceu em filmes como Romeo Must Die e L. A. Law: The Movie e atuou em diversos episódios de séries de televisão, como Andrômeda, The Outer Limits, Dark Angel, The Immortal e Stargate SG-1.
Em 2003, Grace ganhou o papel de Sharon Valerii na nova versão do seriado Battlestar Galactica. Interpretava Boomer, uma agente cylon programada para se fazer passar por humana a bordo da Galactica. Seu papel evoluiu através das temporadas e no final ela viveu a cylon rebelde Sharon "Athena" Agathon, cópia biológica de Boomer. 
Grace, desde 2005, mora em Vancouver com o seu marido e estreou em 2007 o filme West 32nd, que se passa no submundo coreano de Nova Iorque. Recentemente ela apareceu ao lado de Tricia Helfer no videogame Command & Conquer 3: Tiberium Wars.
Atualmente já não interpreta a policial Kono Kalakaua na série Hawaii Five-0.
Está na série Um milhão de pequenas coisas